# Dvorska
Dvorska (německy Maxdorf) jsou městská čtvrť na jihovýchodním okraji statutárního města Brna. Její katastrální území má rozlohu 2,23 km². Původně samostatná obec byla k Brnu připojena v roce 1971, od 24. listopadu 1990 je součástí samosprávné městské části Brno-Tuřany. Žije zde přibližně 400 obyvatel.
Rozkládají se při potoce Dunávka, zachovaly si charakter malé vesnice. Zástavba čtvrti se skládá ze tří oddělených částí: větší západní části, zahrnující ulice Vlčkova, Výsluní a část Zapletalovy; malé jednoulicové severovýchodní části, zahrnující oddělenou část Zapletalovy ulice; a areálu zdejšího zemědělského družstva. Mezi západní a severovýchodní částí čtvrti se severozápadně od zdejší silnice, nachází na Dunávce zdejší rybník. Do katastru čtvrti zasahuje okrajová část areálu letiště Brno-Tuřany. Ve čtvrti působí TJ Brno Dvorska, provozující jezdecký klub. Ten každoročně pořádá Brněnské dostihy, jež se konají na zdejším dostihovém závodišti, rozkládajícím se na severu čtvrti.

## Sousedící katastrální území a obce
Na západě hraničí Dvorska s katastrálním územím Tuřany, na severovýchodě s katastrálním územím Šlapanice u Brna (součást města Šlapanice), na východě s katastrálním územím obce Kobylnice, na jihovýchodě a jihu s katastrálním územím obce Sokolnice.

## Doprava
Čtvrtí prochází silnice II/417 z Tuřan do Kobylnic, jež zde tvoří Zapletalovu ulici. Spojení s centrem Brna zajišťuje dopravní podnik města Brna prostřednictvím autobusové linky číslo 48, jejíž některé spoje pokračují dále do Kobylnic a Prace. V noci se lze do čtvrti dostat vybranými spoji noční autobusové linky N89.

## Historický přehled
Dvorska byla dříve známá jako Maxmiliansdorf, nebo česky Maxmiliánov; Maxdorf nebo česky Maxov či Marxov. Byla založena v důsledu raabizace roku 1787 na místě zrušeného vrchnostenského dvora Dvořisko. Roku 1770 postavil v sousedství této pozdější vsi olomoucký biskup Maximiliána hr. Hamiltona nový dvůr s ovčínem. Na pozemcích dotyčného dvora, který byl později rozparcelován, se dnes nachází blok domů mezi dnešními ulicemi Vlčkovou, Výsluní a Zapletalovou. Později osada získala české jméno Dvorská, znamenající „dvorská osada patřící ke dvoru“. Po roce 1825 byla uprostřed původní vsi postavena zděná obecní kaplička. Okolo roku 1900 začala vznikat zástavba dnešní Vlčkovy ulice. V období První republiky vznikla řada domů podél silnice do sousedních Tuřan a východně od původní vsi oddělená zástavba se školou (dnes mateřská škola) podél silnice do Kobylnic. Po roce 1945 došlo ke stagnaci vsi; nejprve v důsledku odsunu zdejších Němců, později kvůli stavební uzávěře v rámci výstavby nedalekého tuřanského letiště. V 60. letech 20. století došlo k úpravě katastrální hranice se Šlapanicemi. K Brnu byla obec Dvorska připojena 26. listopadu 1971. Poté byla v rámci Brna součástí městského obvodu Brno X-Tuřany, územně shodného s dnešní městskou částí Brno-Tuřany. Po jeho zrušení se k 1. říjnu 1975 Dvorska stala součástí městského obvodu Brno IV. Od roku 1990 náleží Dvorska k moderní samosprávné městské části Brno-Tuřany. Od roku 1995 dochází k rozšiřování zástavby čtvrti podél jižní strany silnice do Tuřan.

## Galerie

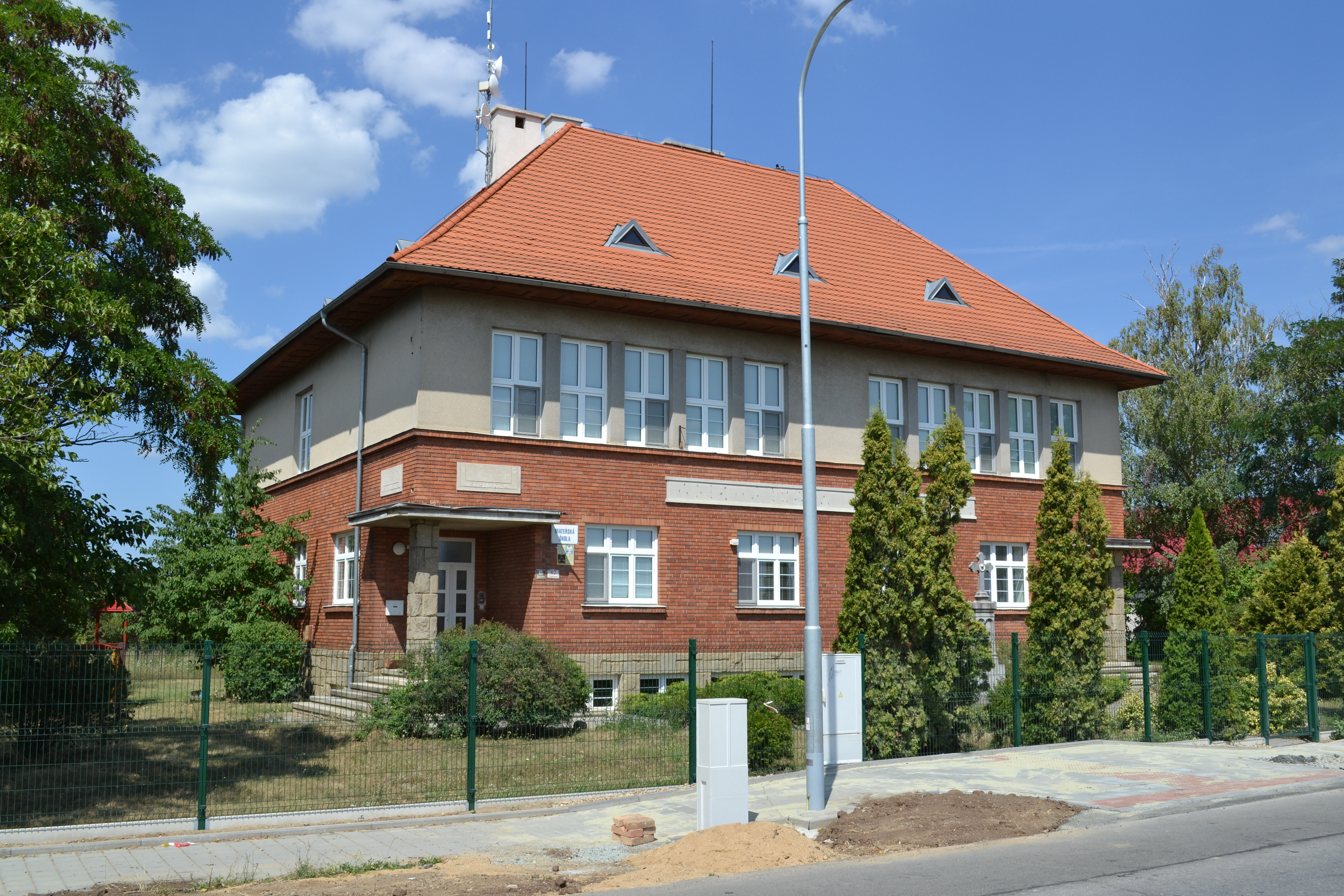
Mateřská škola
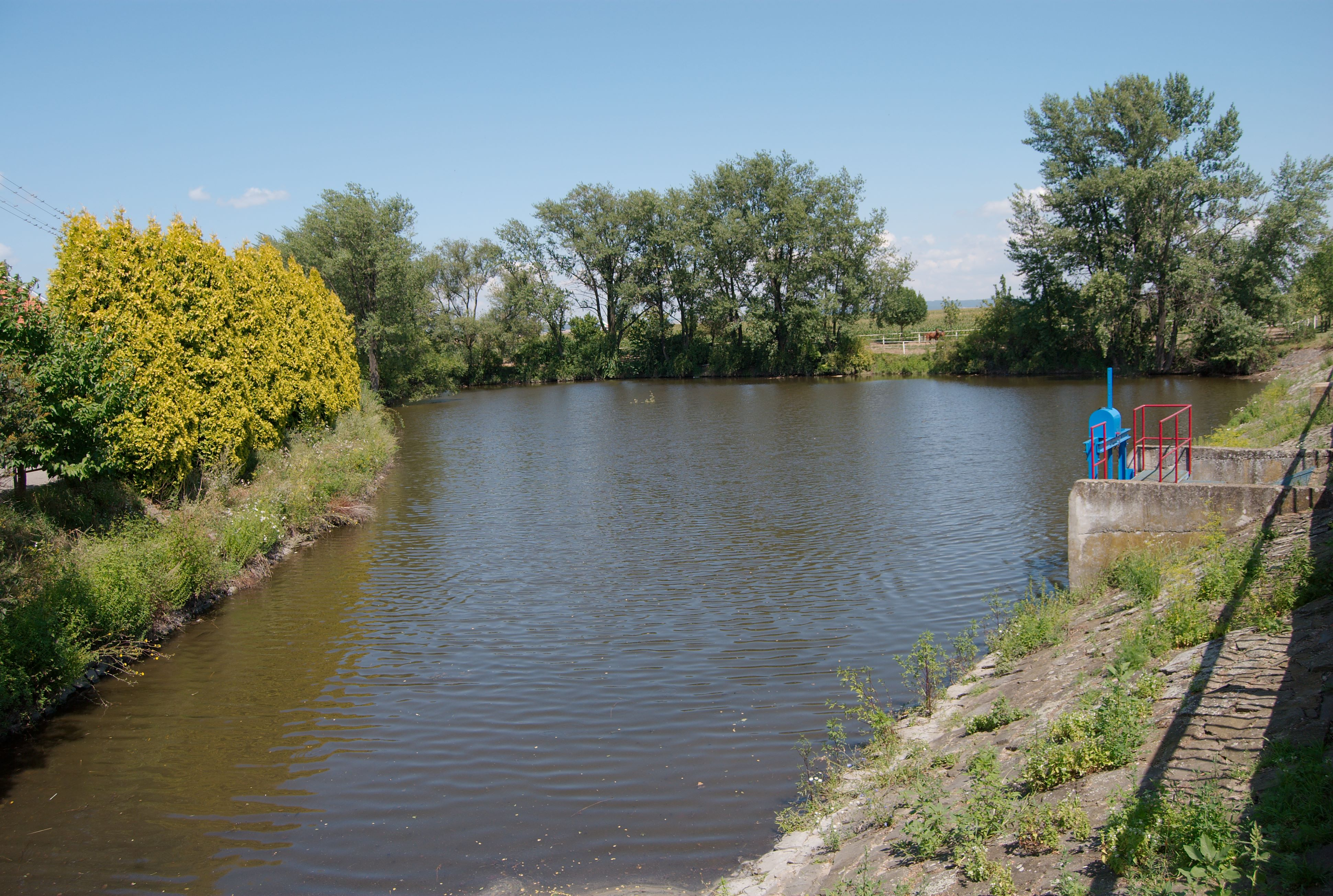
Rybník
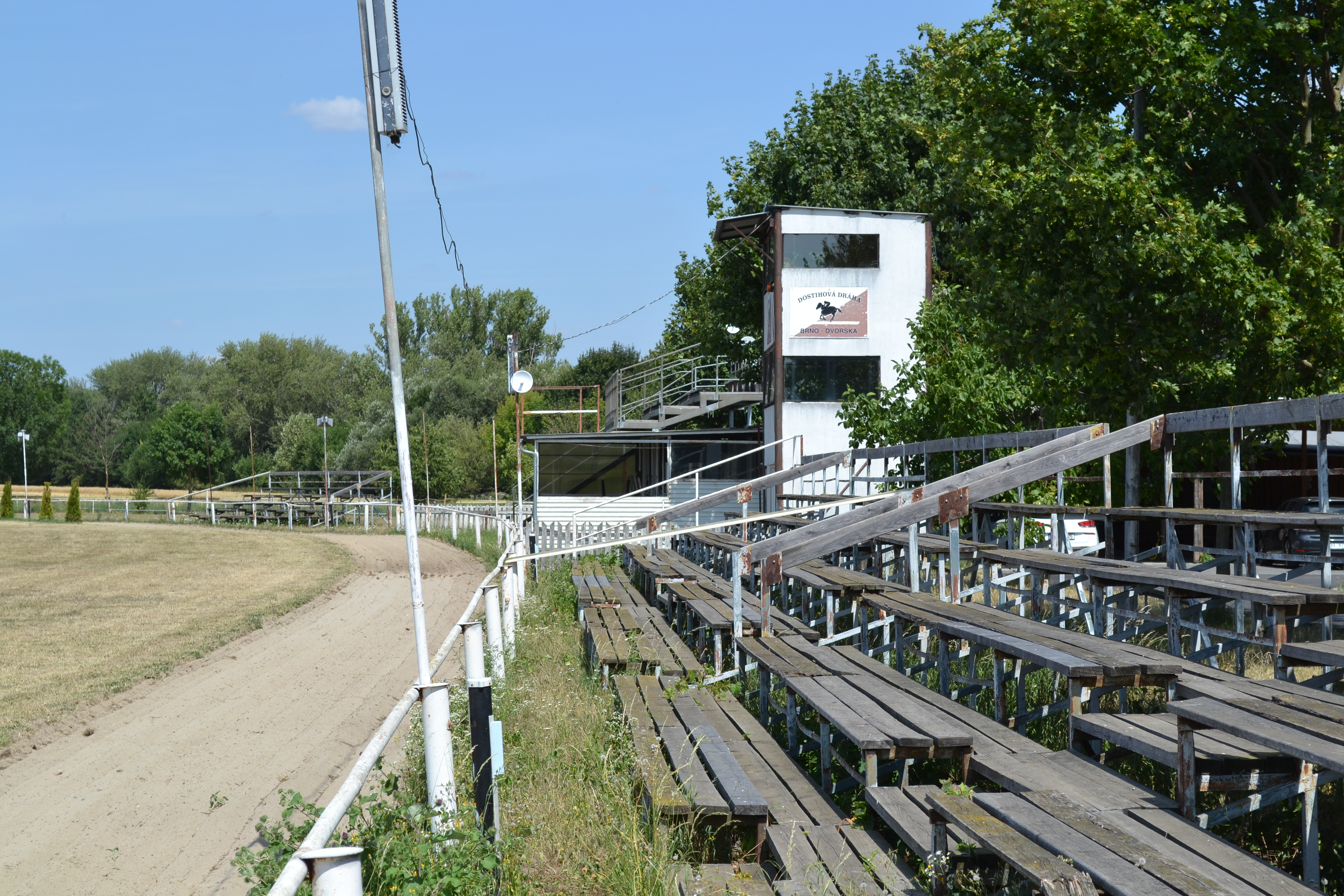
Dostihové závodiště
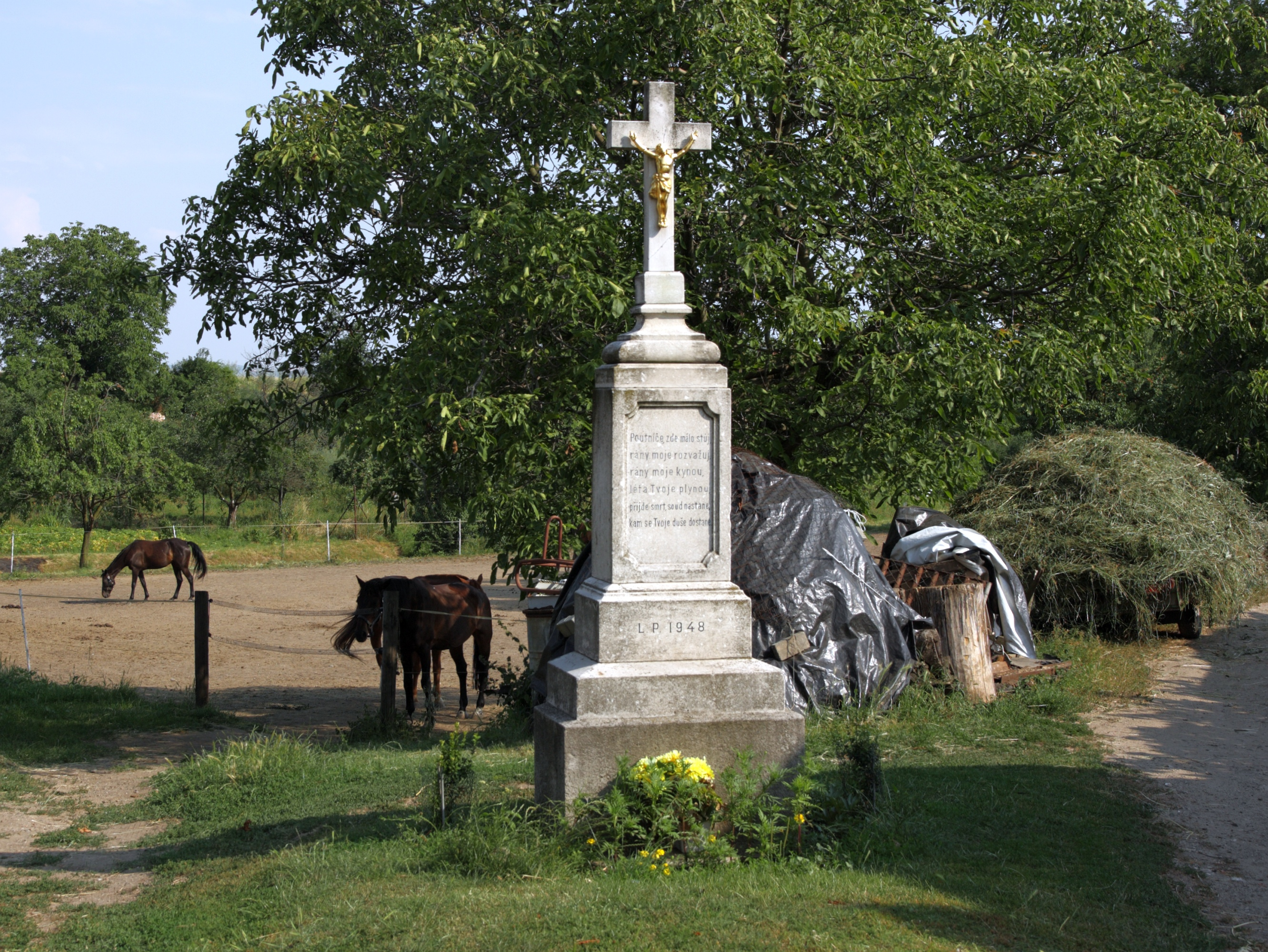
Kříž u ulice Vlčkovy
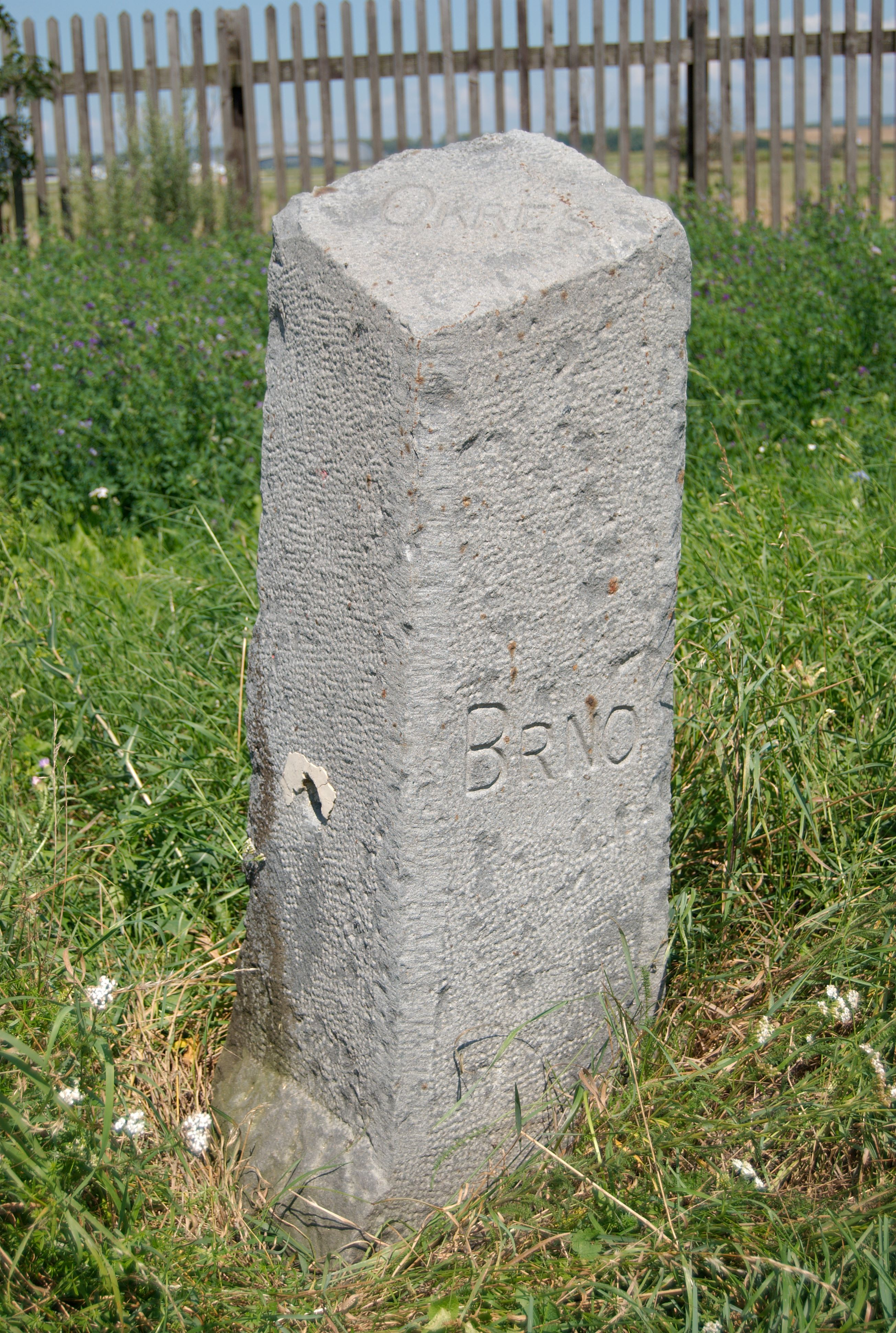
Betonový hraničník označující v minulosti hranici Brna, na hranici katastrálních území Tuřany a Dvorska
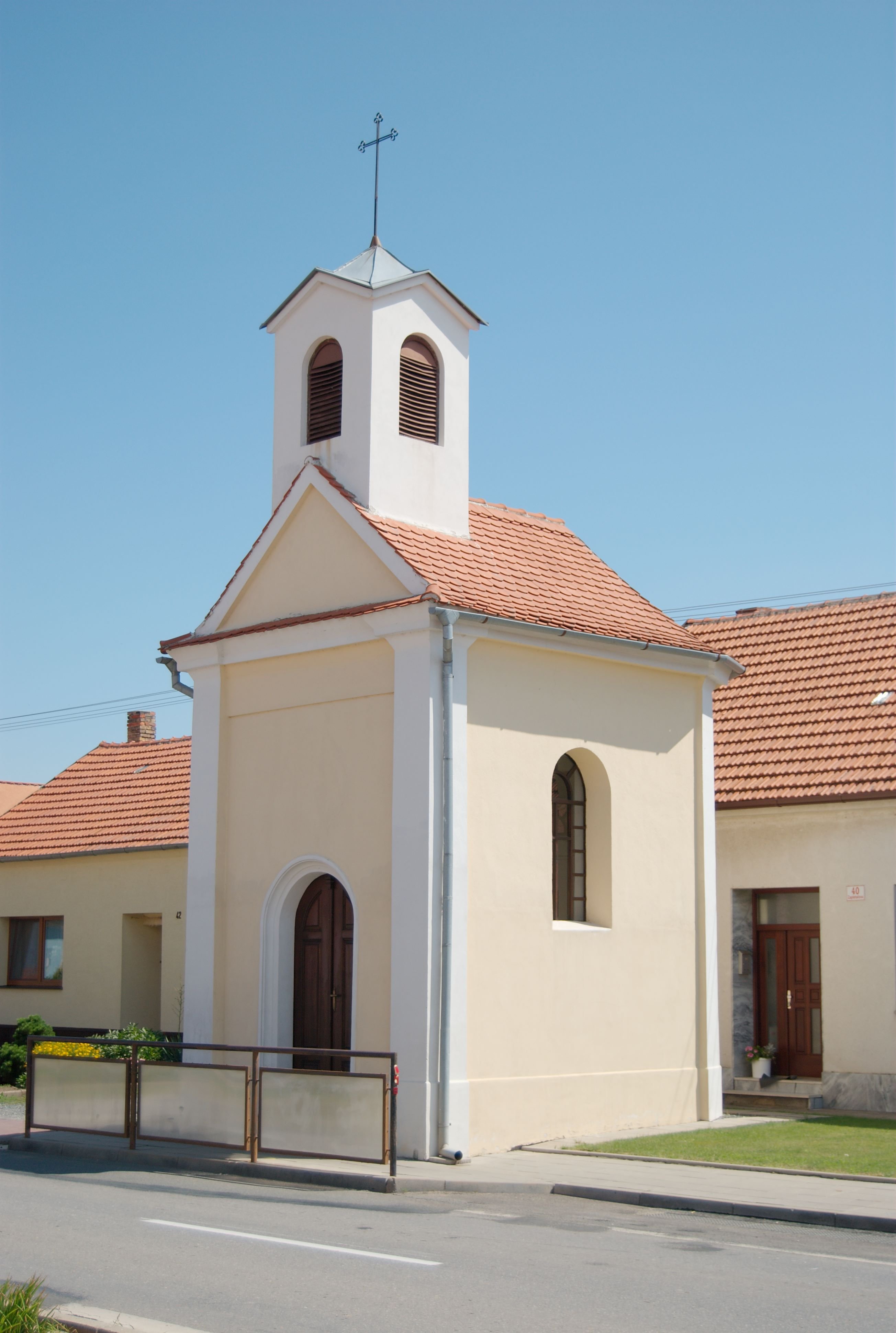
Kaple sv. Václava a Valentina